# 乳房 (小说)
《乳房》（英語：The Breast）是1972年菲利普·罗斯的一部中篇小说，书中的主角大卫·凯普什变成了155英镑重的乳房。整篇小说中凯普什都在与自己作斗争。一部分的他屈从于肉体欲望，另一部分则想要理性。凯普什是一位文学教授，他将自己的困境与其他一些虚构人物——如卡夫卡《变形记》中的格里高尔·萨姆莎，以及果戈理短篇小说《鼻子》相提并论。整部小说中，他都在讨论当别人触碰他时、他与女友发生性关系时以及独自一人时所感到的各种生理和性的反应。